# (475) Ocllo
(475) Ocllo es un asteroide que forma parte del grupo de los asteroides que cruzan la órbita de Marte y fue descubierto el 14 de agosto de 1901 por DeLisle Stewart desde el observatorio Boyden de Arequipa, Perú.

## Designación y nombre
Ocllo fue designado inicialmente como 1901 HN.
Posteriormente se nombró por Ocllo, una legendaria reina inca.

## Características orbitales
Ocllo está situado a una distancia media de 2,592 ua del Sol, pudiendo acercarse hasta 1,602 ua y alejarse hasta 3,581 ua. Su inclinación orbital es 18,92° y la excentricidad 0,3819. Emplea 1524 días en completar una órbita alrededor del Sol.